# Dresdner Verkehrsbetriebe

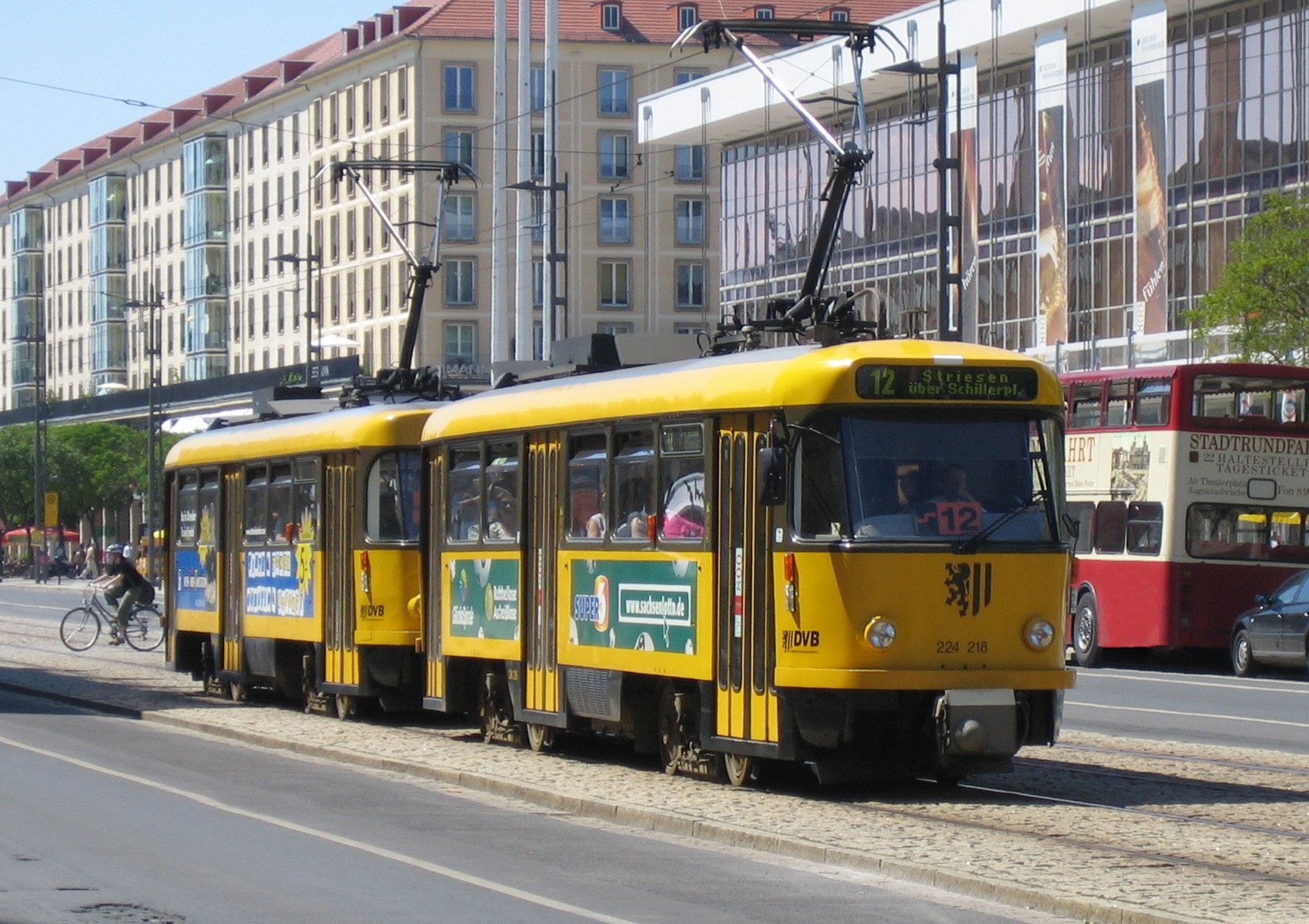
Dresda: tram con rimorchio Tatra T4D del DVB sulla linea 12

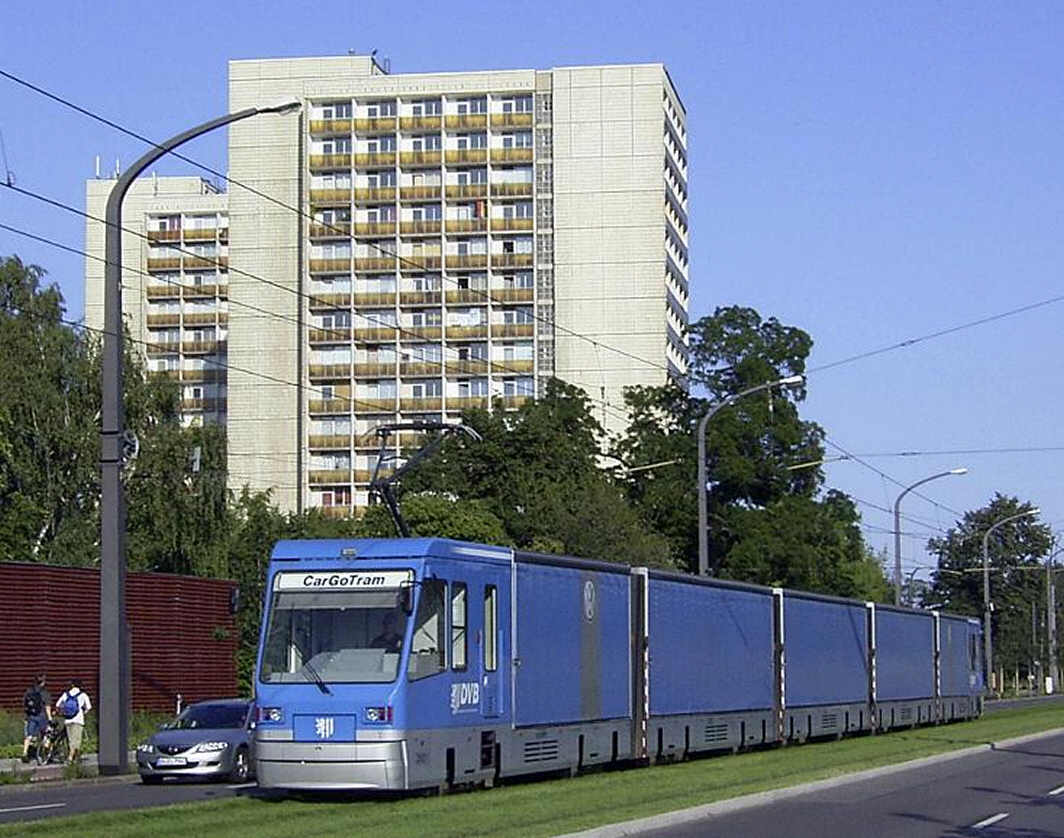
Dresda: tram snodato CarGoTram del DVB in servizio nel 2004

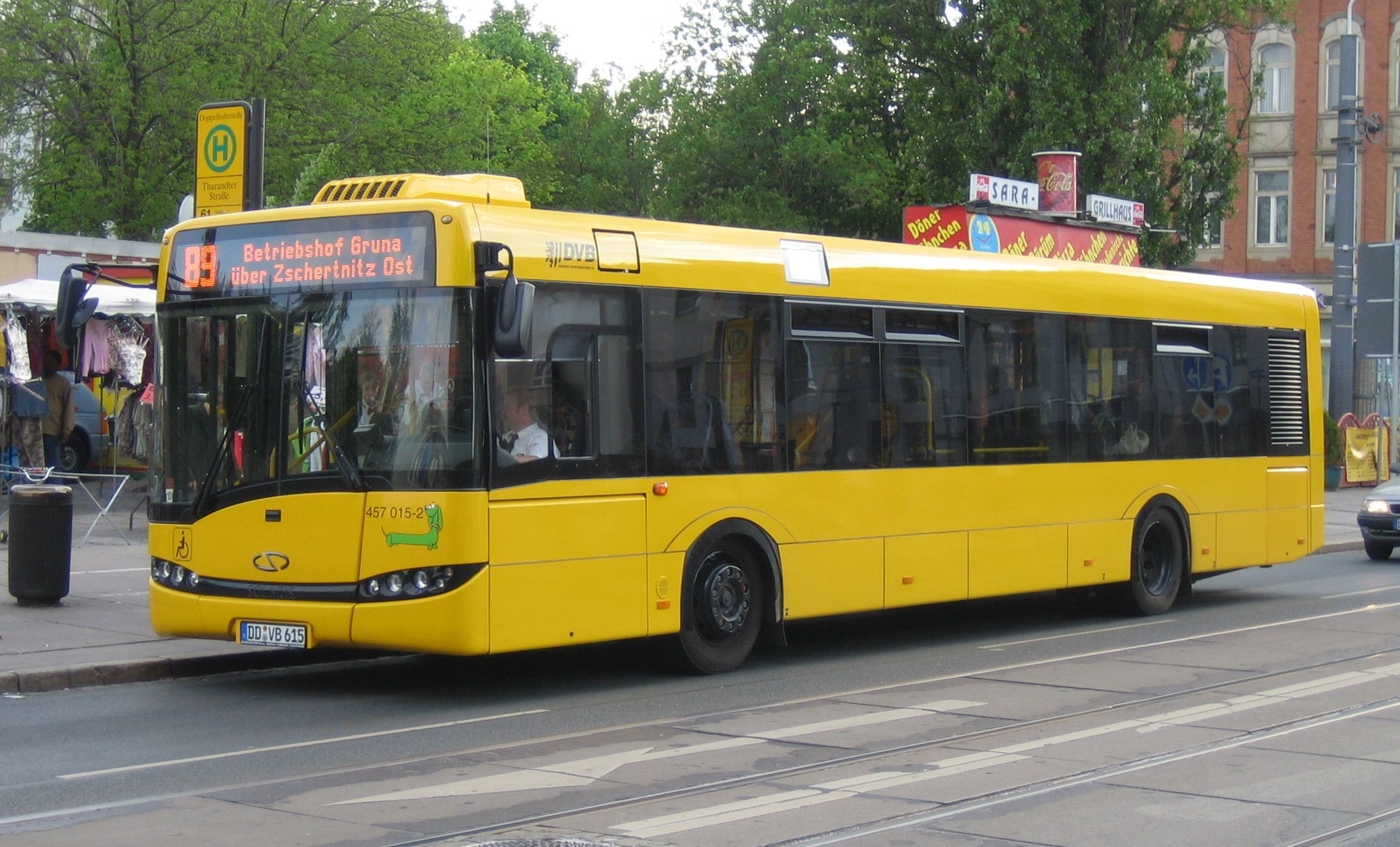
Dresda: autobus Solaris Urbino 12m del DVB sulla linea 89

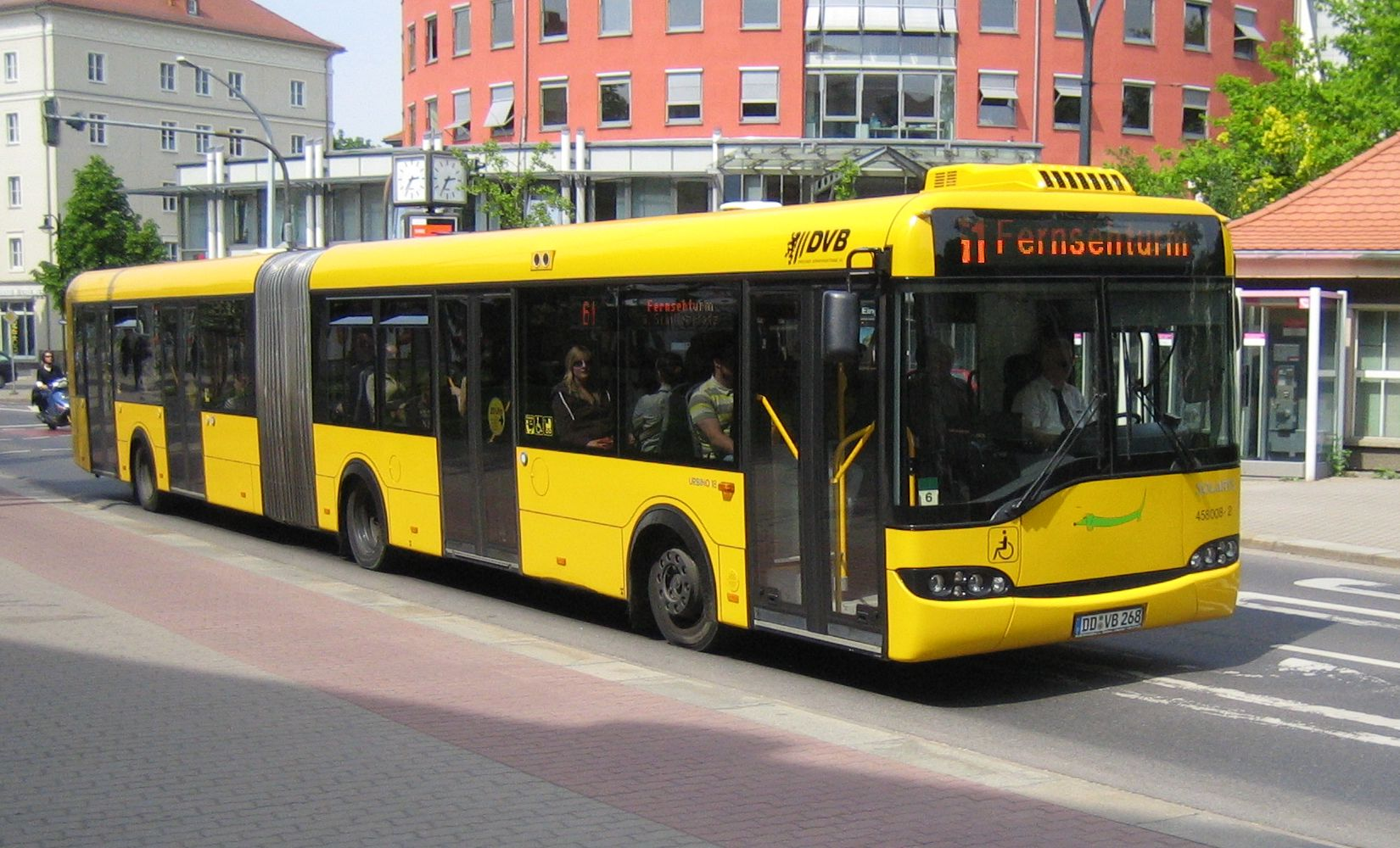
Dresda: autosnodato Solaris Urbino 18m del DVB sulla linea 61

La Dresdner Verkehrsbetriebe AG , più nota con la sigla DVB, è l'azienda tedesca che svolge il servizio di trasporto pubblico autotranviario nella città di Dresda e nel suo circondario.

## Esercizio
Nel 2006 l'azienda gestiva 40 linee, ripartite in 12 tranvie e 28 autolinee.

## Parco aziendale
Nel 2006 la flotta del DVB, riconoscibile dalla livrea gialla, era costituita da 180 autobus, in gran parte snodati, e quasi 300 tram di cui 120 a pianale ribassato.

### Autobus
I marchi più rappresentati sono MAN, Mercedes-Benz e Solaris.

### Tram
Oltre ai datati Tatra T4D (motrici e rimorchi), sono presenti moderni tram snodati della Bombardier e due CarGoTram lunghi quasi 60 metri, raro esempio di tram adibiti al trasporto merci: il loro compito è quello di trasferire, nel più completo anonimato data la blindatura dei convogli, materiale idoneo alla costruzione di auto nella locale fabbrica della Volkswagen.

## Sede legale
La sede è a Dresda in Trachenberger Straße 40.